# حالة سياسية
في القانون الدولي، هناك ثلاث فئات معروفة في الغالب للحالة السياسية:
1. الدول المستقلة مثل: فرنسا، كندا
2. الدول المستقلة الداخلية التي تكون تحت حماية دولة أخرى في الأمور المتعلقة بالدفاع والشئون الخارجية، مثل: جزر الأنتيل الهولندية، وجزر فارو والجزر العذراء البريطانية، وما إلى ذلك.
3. المستعمرات وغيرها من الوحدات السياسية المستقلة، مثل بورتوريكو.

وبالإضافة إلى ذلك، هناك العديد من الدول غير المعترف بها وحركات الاستقلال والانفصال والحكم الذاتي والقوميون في مختلف أرجاء العالم. انظر قائمة الدول غير المعترف بها.

## الوضع السياسي في أيرلندا الشمالية
كانت الحالة السياسية اسمًا بديلاً لحالة الفئة الخاصة.